# کلدا
شهر کلدا (به آلمانی: Kölleda) در ایالت تورینگن در کشور آلمان واقع شده‌است.

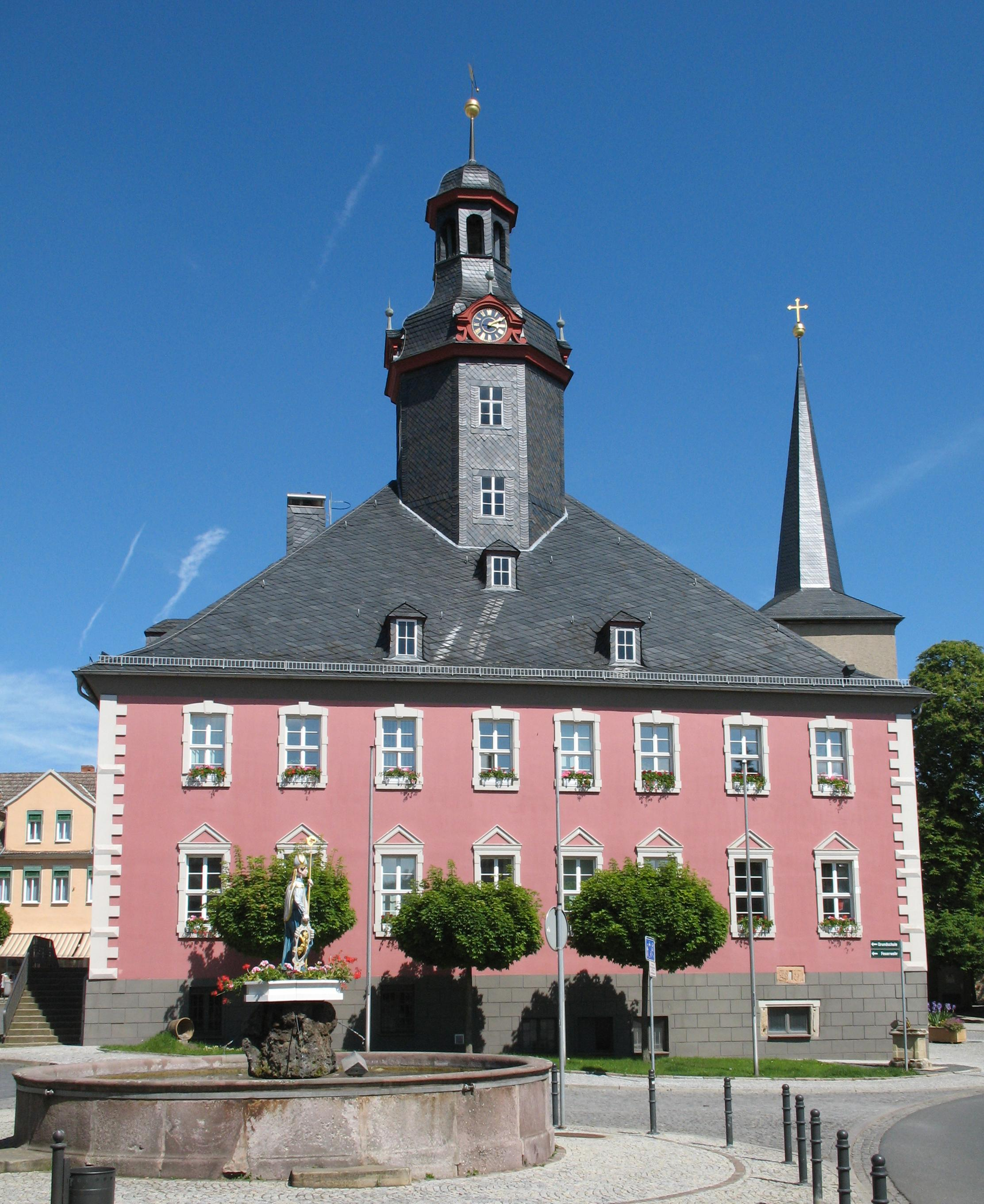
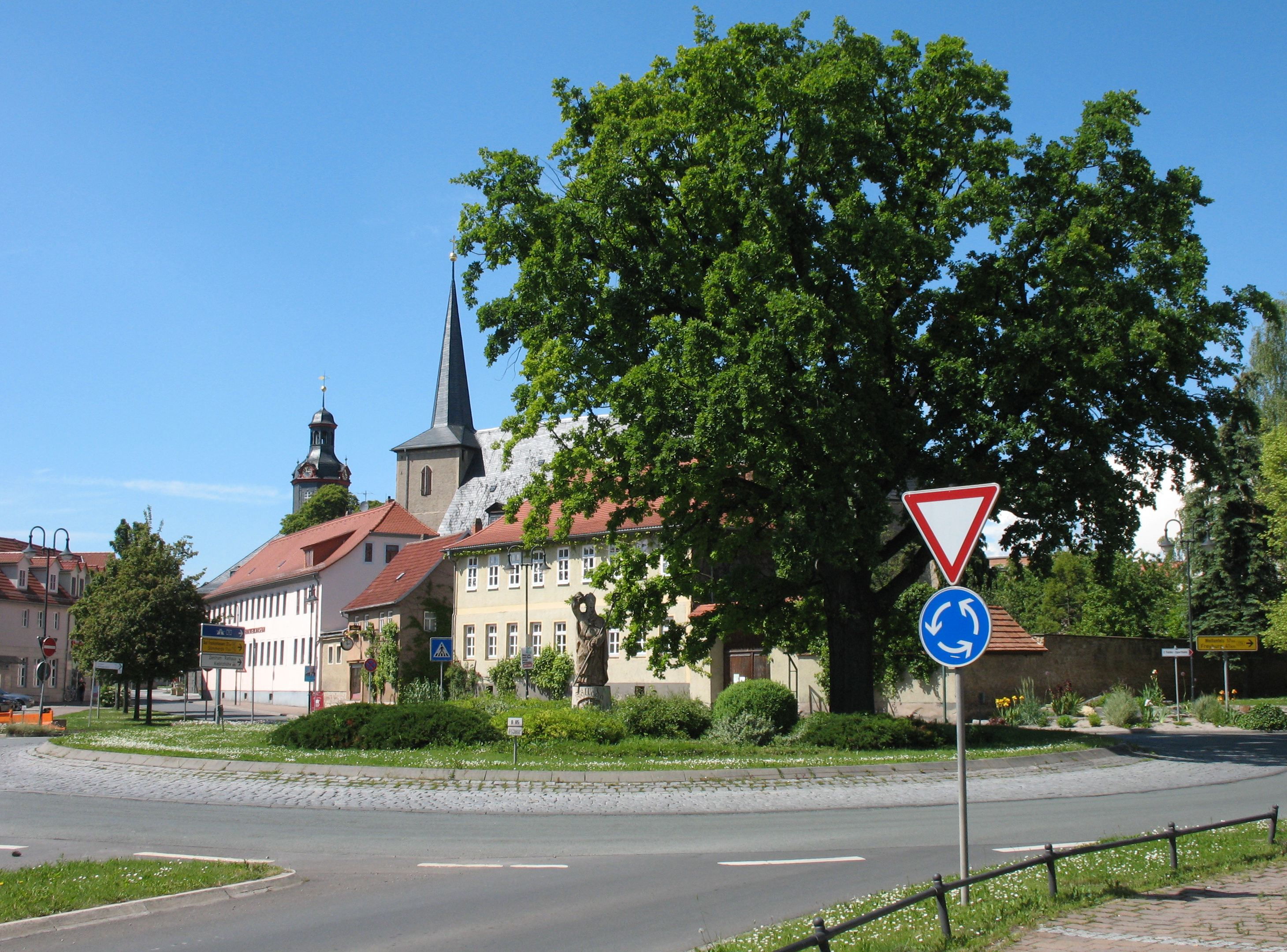
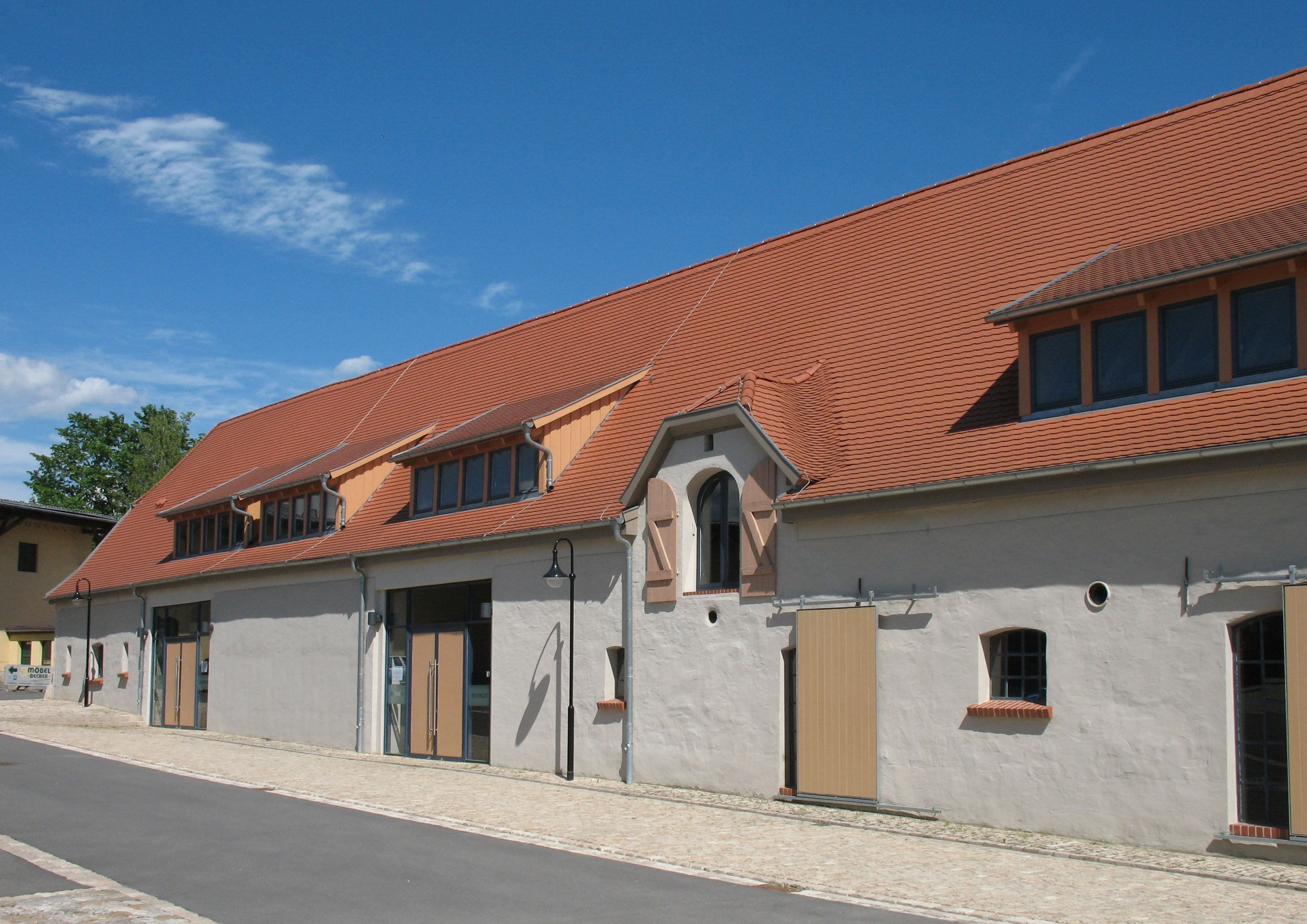